# DR V 16 004
Die V 16 004 der Deutschen Reichsbahn (DR) war eine 1933 hergestellte Zweikraftlokomotive. Die Lokomotive hatte einen Dieselmotor sowie einen Akkumulator und war bis 1972 in Betrieb. 1960 erhielt sie die Betriebsnummer A 20 090.

## Geschichte
Im Rahmen der Erprobung und Beschaffung von Kleinlokomotiven beauftragte die DR die Siemens-Schuckert-Werke mit der Lieferung eines Fahrzeuges, das neben dem Speicherantrieb ein zusätzliches Diesel-Elektro-Ladeaggregat besaß. Mit dem Fahrzeug sollte die Bereitstellung von Zügen (bis 600 t) sowie Post- und Gepäckwagen auf größeren Personenbahnhöfen erfolgen. Das Anforderungsprofil sah eine mittlere Belastung von 15 % der maximalen Leistung vor. Deshalb wurde im Fahrzeug eine hohe Speicherleistung mit einem Dieselmotor geringer Leistung kombiniert.
Die Erprobung begann auf dem Anhalter Bahnhof in Berlin. Die Lokomotive konnte im Batteriebetrieb, Dieselbetrieb oder gemischten Betrieb genutzt werden. Die Forderungen der DR sowie die Erwartungen in die Bedienbarkeit und Wirtschaftlichkeit erfüllten sich. Der Zweite Weltkrieg verhinderte die Beschaffung weiterer Fahrzeuge. Ab 1945 war die Lokomotive im Bahnbetriebswerk Brandenburg nichtbetriebsfähig abgestellt. Bei einer Generalreparatur 1957 erhielt sie einen neuen Dieselmotor und neue Speicher und wurde danach wieder als Rangierlokomotive auf Berliner Bahnhöfen eingesetzt.
Da der Einsatz als Einzelfahrzeug unrentabel war, wurde die Lokomotive an das Betonwerk Berlin vermietet und 1966 an das Wohnungsbaukombinat Berlin verkauft. Bei einer Schadausbesserung 1967 erhielt die Lokomotive einen orangen Anstrich und die Werksbezeichnung BWB 25. 1977 wurde die Lokomotive verschrottet.

## Konstruktive Merkmale
Die Lokomotive hatte einen vollständig geschweißten Blechrahmen. Zur Aufnahme und Führung der Radsatzlagergehäuse sowie für die Bremsgestänge waren entsprechende Öffnungen vorgesehen. An den Stirnseiten des Rahmens befanden sich die üblichen Zug- und Stoßeinrichtungen.
Der Führerstand war in der Mitte angeordnet und verfügte über zwei Fahrpulte. Der vordere halbhohe Maschinenvorbau beinhaltete den querstehenden Dieselmotor mit dem Ladegenerator sowie 64 Akku-Zellen, den Kraftstoffbehälter und den Luftverdichter. Der Deckel war abrollbar. Der hintere Maschinenraum beinhaltete 96 Batterie-Zellen und zwei Druckluftbehälter. Der Deckel war abroll- und hochklappbar. Unter dem Führerstandsdach waren die Anfahrwiderstände angeordnet.
Die Radsätze besaßen Gleitlager und obenliegende Blattfedern. An den Spannschrauben befanden sich zusätzliche Schraubenfedern. Die Federn der ersten und zweiten Achse waren mit einem Ausgleichshebel verbunden. Die Druckluftbremsen wirkten beidseitig auf alle Achsen. Eine Wurfhebelbremse diente als Feststellbremse.
Bei der Auslieferung verfügte die Lokomotive über einen Vierzylinder-Viertakt-Dieselmotor der Humboldt-Deutzmotoren AG mit 55 kW. Bei der Generalreparatur 1957 wurde der Motor durch einen Vierzylinder-Viertakt-Dieselmotor aus dem VEB Motorenwerk Johannisthal (MWJ) ersetzt. Der Motor saß gemeinsam mit dem Generator auf einem Hilfsrahmen vor dem Batterieraum und wurde über Kiemenöffnungen im Vorbau mit Ansaugluft versorgt. Der Generator wurde zum Anlassen des Dieselmotors zum Elektromotor umgepolt. Der SSW-Gleichstrom-Nebenschlussgenerator hatte eine Dauerleistung von 48 kW bei 900/min. Die 160 455-Ah-Batteriezellen waren kurzzeitig bis 1000 Ampere belastbar.
Die Tatzlager-Fahrmotoren waren Gleichstrom-Reihenschlussmotoren mit einer Stundenleistung von 50 kW bei 600/min. Die Kraftübertragung auf die Radsätze erfolgte mittels einfacher Stirnradvorgelege. Ein Schutzrelais sicherte den Generator gegen Rück- und Überstrom. Als Steuerung dienten Nockenfahrschalter. Entsprechend Belastung und Ladezustand des Speichers sowie dem Fahrmotor- und Generatorstrom erfolgte die Ladung der Speicherbatterien, die Speisung der Fahrmotoren beziehungsweise die Abdeckung des Mehrbedarfes. In den Fahrstufen 1 bis 6 waren die Fahrmotoren in Reihe und in den Stufen 7 bis 14 parallelgeschaltet. Die Wendeschaltung erfolgte mit Schalthebel auf einer Umschaltwalze.
Die Beleuchtung (Dreilicht-Spitzensignal) und die Führerstandsheizung erfolgten elektrisch. Die Sandstreueinrichtung sandete den jeweils vorderen Radsatz.